# Bundesautobahn 98
De Bundesautobahn 98 (BAB98) loopt vanaf de A5 (knooppunt Weil am Rhein).
Hij passeert de plaats Lörrach en sluit op de A861 aan (Dreieck Hochrhein). Daarna is de snelweg onderbroken.
Vanaf de A81 (Kreuz Hegau) loopt de A98 verder tot afrit Stockach-Oost.

## Plannen voor verlenging
Deze snelweg zal vanaf Dreieck Weil am Rhein worden verlengd tot aan de grens met Frankrijk.
Een aansluiting van Jestetten door het Zürcher Wijnland tot aan Singen staat ook in de planning.
De Zwitserse regering streeft ernaar de weg te verbinden met de A50.